# Cem Bölükbaşı
Cem Bölükbaşı (Istanbul, 9 febbraio 1998) è un pilota automobilistico turco.

## Carriera

### Inizi
Inseguendo la sua passione per la velocità, all'età di 6 anni, suo padre lo porta su una pista di motocross, inizia a gareggiare e vince il campionato giovanile turco. Dal 2007 Bölükbaşı passa al karting, due anni dopo chiude terzo nel campionato turco nella categoria Mini e fino al 2021 compete nei più prestigiosi campionati europei.

### Esports
Bölükbaşı dopo aver corso in competizioni di GT4, passa nel 2017 alla F1 Esports con il team Toro Rosso. Nel suo primo anno conquista una vittoria e chiude 5º in classifica, continua nella serie virtuale della Formula 1 per altri due anni ma in modo part-time. Nel 2020, il pilota turco vince il campionato inaugurale della Formula Renault Esport Series.

### Formule Minori

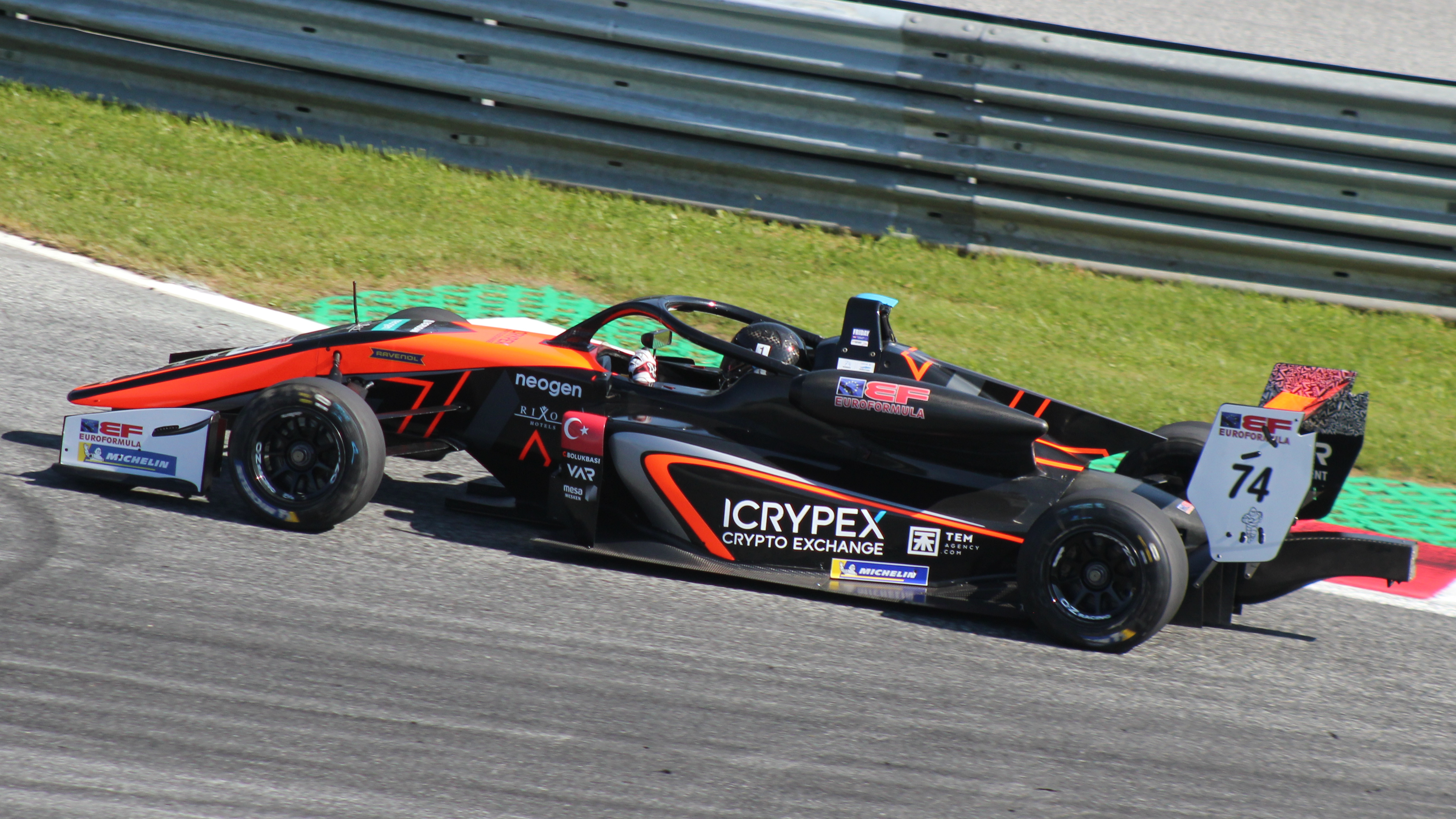
Bölükbaşı in Euroformula Open 2021

Bölükbaşı torna in pista nel 2019, debuttando in monoposto in due gare della Formula Renault Eurocup con il team M2 Competition. L'anno seguente torna nella serie GT4 European Series dove chiude secondo in classifica. Torna in Formula nell'inverno del 2021 nel campionato di Formula 3 asiatica con il team BlackArts Racing. Il pilota turco si dimostra molto costante nei risultati, ottiene un quinto posto sul Circuito di Yas Marina e chiude nono in classifica.
Nel luglio 2021 venne annunciato il suo passaggio all'Euroformula Open con il team olandese Van Amersfoort Racing. Bölükbaşı esordisce in stagione in corso, nel quarto round all'Hungaroring, dove vince subito davanti a Rafael Villagómez, diventando il primo pilota di eSport ad imporsi in una gara in monoposto Formula. Conquista la seconda vittoria nella prima gara di Barcellona davanti a Cameron Das ed Enzo Trulli. Chiude la stagione al quinto posto nonostante abbia saltato le prime nove gare, conquistando due vittorie, otto podi e una pole position.
Nel inverno del 2022 Bölükbaşı partecipa al Campionato FIA di Formula Regional Asia con il team Evans GP. Nella terza gara del primo round a Yas Marina è coinvolto in un incidente alla partenza, ma grazie Halo ne esce illeso.

### Formula 2

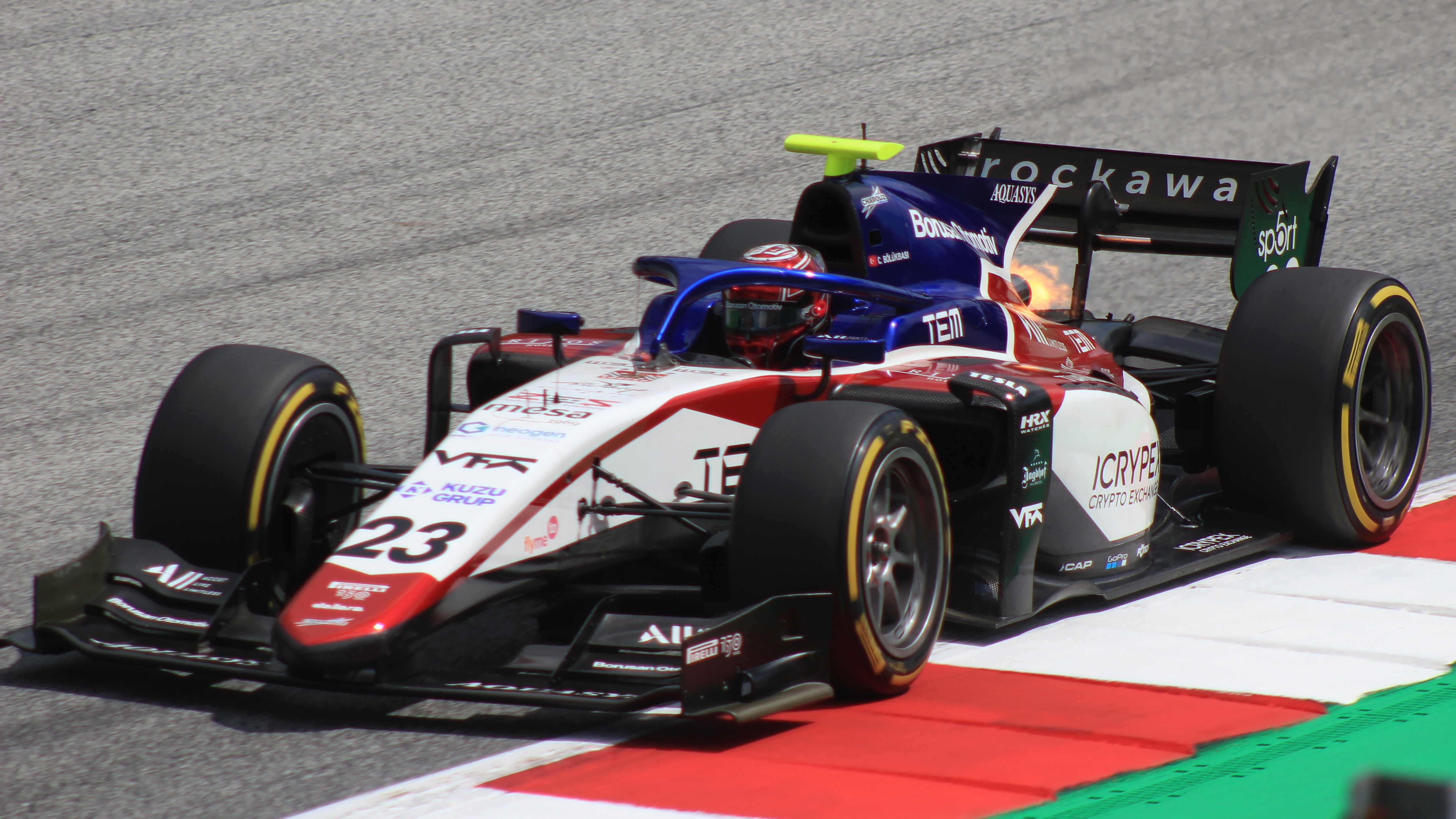
Bölükbaşı nel 2022 con la Dallara del team Charouz Racing System

Il 14 ottobre 2021, Bölükbaşı testa per la prima volta una macchina di Formula 2, la Dallara GP2/11 sul Circuito di Brno. Nel dicembre del 2021, Bölükbaşı partecipa al test post-stagionale della Formula 2 sul Circuito di Yas Marina con il team Van Amersfoort Racing. Il 12 gennaio del 2022 viene ufficializzato il passaggio di Bölükbaşı in Formula 2 con il team Charouz Racing System. Dopo il primo round in Bahrain salta le due gare di Jeddah per un incidente nelle prove libere ed per una costola rotta durante i test a Barcellona è costretto a saltare anche il terzo round a Imola. Ritornato al volante non ottiene ottimi risultati, non riesce a conquistare nessun punto in campionato, dopo la pausa estiva il team decide di sostituirlo con Tatiana Calderon per il resto della stagione.

### Super Formula
Dopo la parentesi in Formula 2 Bölükbaşı partecipa ai test della Super Formula. Il pilota turco viene schierato dal nuovo team supportato dalla Honda, il TGM Grand Prix. Il tre febbraio del 2023, Bölükbaşı viene confermato dal team per la stagione 2023. Nella serie ottiene cinque punti iridati e chiude la diciottesimo posto in classifica.

### Endurance
Per la stagione 2024 lascia le corse in monoposto passando alla European Le Mans Series, il pilota turco corre per il team DKR Engineering nella class LMP2 Pro-Am.

## Risultati

### Riassunto della carriera
| Stagione | Serie                            | Team                        | Gare | Vittorie | Pole | G/veloci | Podi | Punti | Pos. |
| -------- | -------------------------------- | --------------------------- | ---- | -------- | ---- | -------- | ---- | ----- | ---- |
| 2019     | GT4 European Series - Pro-Am Cup | Borusan Otomotiv Motorsport | 4    | 0        | 0    | 0        | 1    | 26    | 17º  |
| 2019     | Formula Renault Eurocup          | M2 Competition              | 2    | 0        | 0    | 0        | 0    | 0     | NC†  |
| 2020     | GT4 European Series - Pro-Am Cup | Borusan Otomotiv Motorsport | 12   | 2        | 2    | 3        | 7    | 192   | 2º   |
| 2021     | Formula 3 asia                   | BlackArts Racing            | 15   | 0        | 0    | 0        | 0    | 61    | 9º   |
| 2021     | GT4 European Series Pro-Am Cup   | Borusan Otomotiv Motorsport | 4    | 0        | 0    | 0        | 1    | 44    | 5º   |
| 2021     | Euroformula Open                 | Van Amersfoort Racing       | 15   | 2        | 1    | 1        | 8    | 217   | 5º   |
| 2021     | European Le Mans Series - LMP3   | EuroInternational           | 1    | 0        | 0    | 0        | 1    | 18    | 18º  |
| 2022     | Formula Regional asia            | Evans GP                    | 3    | 0        | 0    | 0        | 0    | 0     | 36º  |
| 2022     | Formula 2                        | Charouz Racing System       | 16   | 0        | 0    | 0        | 0    | 0     | 24º  |
| 2023     | Super Formula                    | TGM Grand Prix              | 9    | 0        | 0    | 0        | 0    | 5     | 18°  |
| 2024     | ELMS LMP2 Pro-Am                 | DKR Engineering             | 3    | 0        | 0    | 0        | 0    | 22*   |      |

† Bölükbaşı era pilota ospite, non idoneo ai punti.

* Stagione in corso.

### Risultati in Euroformuala
(legenda) (Le gare in grassetto indicano la pole position) (Le gare in corsivo indicano Gpv)
| Stagione | Team                  | 1   | 2   | 3   | 4   | 5   | 6   | 7   | 8   | 9   | 10  | 11  | 12  | 13  | 14  | 15  | 16  | 17  | 18  | 19  | 20  | 21  | 22  | 23  | 24  | Punti | Pos. |
| -------- | --------------------- | --- | --- | --- | --- | --- | --- | --- | --- | --- | --- | --- | --- | --- | --- | --- | --- | --- | --- | --- | --- | --- | --- | --- | --- | ----- | ---- |
| 2021     | Van Amersfoort Racing | POR | POR | POR | LEC | LEC | LEC | SPA | SPA | SPA | HUN | HUN | HUN | IMO | IMO | IMO | RBR | RBR | RBR | MNZ | MNZ | MNZ | CAT | CAT | CAT | 217   | 5º   |
| 2021     | Van Amersfoort Racing |     |     |     |     |     |     |     |     |     | 1   | 3   | 7   | 3   | 4   | Rit | 4   | 2   | 6   | 3   | 2   | 2   | 1   | 4   | 4   | 217   | 5º   |

### Risultati in Formula Regional asiatica
(legenda) (Le gare in grassetto indicano la pole position) (Le gare in corsivo indicano Gpv)
| Stagione | Squadra          | 1   | 2   | 3   | 4   | 5   | 6   | 7   | 8   | 9   | 10  | 11  | 12  | 13  | 14  | 15  | Punti | Pos. |
| -------- | ---------------- | --- | --- | --- | --- | --- | --- | --- | --- | --- | --- | --- | --- | --- | --- | --- | ----- | ---- |
| 2021     | BlackArts Racing | DUB | DUB | DUB | ABU | ABU | ABU | ABU | ABU | ABU | DUB | DUB | DUB | ABU | ABU | ABU | 61    | 9º   |
| 2021     | BlackArts Racing | 7   | 9   | 8   | 8   | 7   | 10  | 7   | 5   | Rit | 7   | 8   | 12  | 9   | 6   | 9   | 61    | 9º   |
| 2022     | Evans GP         | ABU | ABU | ABU | DUB | DUB | DUB | DUB | DUB | DUB | DUB | DUB | DUB | ABU | ABU | ABU | 0     | 37º  |
| 2022     | Evans GP         | Rit | Rit | Rit |     |     |     |     |     |     |     |     |     |     |     |     | 0     | 37º  |

### Risultati in Formula 2
(legenda) (Le gare in grassetto indicano la pole position) (Le gare in corsivo indicano Gpv)
| Anno | Team                  | 1   | 2   | 3   | 4   | 5   | 6   | 7   | 8   | 9   | 10  | 11  | 12  | 13  | 14  | 15  | 16  | 17  | 18  | 19  | 20  | 21  | 22  | 23  | 24  | 25  | 26  | 27  | 28  | Punti | Pos. |
| ---- | --------------------- | --- | --- | --- | --- | --- | --- | --- | --- | --- | --- | --- | --- | --- | --- | --- | --- | --- | --- | --- | --- | --- | --- | --- | --- | --- | --- | --- | --- | ----- | ---- |
| 2022 | Charouz Racing System | BHR | BHR | JED | JED | IMO | IMO | CAT | CAT | MON | MON | BAK | BAK | SIL | SIL | RBR | RBR | PAU | PAU | HUN | HUN | SPA | SPA | ZAN | ZAN | MNZ | MNZ | YMC | YMC | 0     | 24º  |
| 2022 | Charouz Racing System | 14  | 15  | INF | INF | INF | INF | 18  | 20  | 12  | 11  | 18  | Rit | 19  | 18  | 20  | Rit | 15  | Rit | 17  | 13  |     |     |     |     |     |     |     |     | 0     | 24º  |

### Risultati in Super Formula
(legenda) (Le gare in grassetto indicano la pole position) (Le gare in corsivo indicano Gpv)
| Anno | Team           | Vettura            | 1   | 2   | 3   | 4   | 5   | 6   | 7   | 8   | 9   | Punti | Pos. |
| ---- | -------------- | ------------------ | --- | --- | --- | --- | --- | --- | --- | --- | --- | ----- | ---- |
| 2023 | TGM Grand Prix | Dallara SF19-Honda | FUJ | FUJ | SUZ | AUT | SUG | FUJ | MOT | SUZ | SUZ | 5     | 18°  |
| 2023 | TGM Grand Prix | Dallara SF19-Honda | 8   | 17  | 9   | 15  | 17  | 18  | 11  | 20  | 15  | 5     | 18°  |

### Risultati nel ELMS
| Anno    | Squadra         | Classe      | Vettura  | BAR | LEC | IMO | SPA | MUG | ALG | Punti | Pos. |
| ------- | --------------- | ----------- | -------- | --- | --- | --- | --- | --- | --- | ----- | ---- |
| 2024    | DKR Engineering | LMP2 Pro/Am | Oreca 07 | 6   | 8   | 5   | 5   | Rit | 7   | 38    | 8°   |
| Anno    | Squadra         | Classe      | Vettura  | BAR | LEC | IMO | SPA | SIL | ALG | Punti | Pos. |
| 2025    | Nielsen Racing  | LMP2        | Oreca 07 | 7   |     |     |     |     |     | 6*    |      |
| Legenda |                 |             |          |     |     |     |     |     |     |       |      |

*Stagione in corso.

### 24 Ore di Le Mans
| Stagione | Squadra        | Co-piloti              | Vettura  | Classe | Giri | Pos. | Class Pos. |
| -------- | -------------- | ---------------------- | -------- | ------ | ---- | ---- | ---------- |
| 2025     | Nielsen Racing | Colin Braun Naveen Rao | Oreca 07 | LMP2   | 170  | Rit  | Rit        |